# Burzet
Burzet je naselje in občina v jugovzhodnem francoskem departmaju Ardèche regije Rona-Alpe. Leta 2009 je naselje imelo 453 prebivalcev.

## Geografija
Kraj se nahaja v pokrajini Languedoc v središču regijskega naravnega parka Monts d'Ardèche, 50 km zahodno od središča departmaja Privas.

## Uprava
Burzet je sedež istoimenskega kantona, v katerega so poleg njegove vključene še občine Péreyres, Sagnes-et-Goudoulet, Sainte-Eulalie in Saint-Pierre-de-Colombier s 1.267 prebivalci. 
Kanton je sestavni del okrožja Largentière.

## Zanimivosti
- ruševine več gradov,
- cerkev sv. Andreja iz 16. stoletja,
- procesija na Veliki petek (la Passion de Burzet),
- v bližini se nahaja 60 m visoki slap Ray-Pic, nastal kot rezultat vulkanskega delovanja (lava).

Na območju občine je leta 2000 strmoglavilo letalo za gašenje požarov Lockheed Martin C-130 Hercules.